# 沙巴拟髭蟾
沙巴拟髭蟾（学名：Leptobrachium chapaensis）为锄足蟾科拟髭蟾属的两栖动物。在中国大陆，分布于云南等地，常栖息于热带和亚热带的山区小溪旁的草丛或灌丛中。其生存的海拔范围为1000至1900米。该物种的模式产地在越南。

## 保护
本种于2023年被收录入《有重要生态、科学、社会价值的陆生野生动物名录》。